# Васко Василев – Базилио
Васко Василев – Базилио е български оперен и поп певец, който поставя началото на своя творчески път в Смесения хор на Българско национално радио през ноември 1988 г. след успешно издържан конкурсен изпит.
От постъпването му в БНР той е неизменен участник във всички записи и концертни изяви на състава.
Васко Василев участва както в практическата подготовка, така и в сценичната реализация на над 20 оперни постановки от различни автори.
В оперното изкуство той дебютира в постановката на операта „Цар Калоян“ през 1987 г. на „Сцената на вековете“ във Велико Търново.
В периода между 1989 – 1994 г. следват участия в оперите „Отело“, „Травиата“, „Фалстаф“, „Самсон и Далила“, „Набуко“, „Трубадур“, „Италианката в Алжир“, „Норма“, „Аида“ и др.
В същия период Васко Василев работи с творци от световния музикален елит сред които Херберт фон Караян, Дж. Ливаин, Никос Атенеос, Вирон Фидетис, Юстус Франц, Емил Табаков, Методи Матакиев, М. Начев и др. Партнира на утвърдени творци като Румен Дойков, Калуди Калудов, Никола Гюзелев, Гена Димитрова.
Васко Василев вписва вокалните си умения и в интерпретациите на източноправославна църковно-славянска музика, записите и концертите на този специфичен жанр, реализирайки ги със състава на Българско национално радио и като индивидуален изпълнител.
Васко Василев е музикален изпълнител на Българско национално радио.
Той представя българското певческо изкуство в редица европейски и азиатски страни, сред които са Франция, Австрия, Германия, Испания, Италия, Холандия, Гърция, Турция, Израел, Япония и много други.
На концерта по повод 25-годишнината му на сцената Васко Василев пее в дует с народната певица Надка Караджова любовна песен по стихове на Цанко Церковски. На сцената в Младежкия театър той се изявява в четири жанра – опера, поп, църковни и народни песни.